# Elefanten i rummet
Elefanten i rummet är ett bildligt uttryck för något som är påtagligt för alla människor i en grupp, men som man undviker att prata om. Orsaken till att man håller tyst om "elefanten" kan vara att det skulle vara genant, förorsaka besvärliga diskussioner eller att ämnet är tabu.

## Bakgrund
Elefanten som symbol för något stort men obemärkt eller nonchalerat förekommer bland annat i rysk 1800-talslitteratur. I fabeldiktaren Ivan Krylovs berättelse "Den nyfikne", ursprungligen publicerad 1814, förekommer en man som under ett besök på ett museum lägger märke till mycket, men lyckas missa en elefant. I Fjodor Dostojevskijs roman Onda andar från 1872 liknas en av romanfiguerna vid museibesökaren i "Den nyfikne".
Begreppet är inlånat i svenskan från engelskan, där elephant in the room länge varit i bruk. En tidig förekomst är i The New York Times 1959. Redan 1915 syntes dock frasen i brittiska Journal of Education, i liknelser med enkla frågor som brittiska skolelever uppenbarligen skulle/borde kunna svara på (exempel: "Is there an elephant in the class-room?").

## Källhänvisningar
1. ↑  Forsman, Andreas (2011): Elefanterna i rummet, sid 6. Google.se. Läst 24 september 2014.
2. ↑  ”OED, Draft Additions June 2006: elephant, n.” (på engelska). OUP. http://dictionary.oed.com/cgi/entry/50073129?. Läst 24 september 2014.
3. ↑  Journal of education, vol. 37 (1915), p. 288.